# L'Énigme de dix heures
Pour plus de détails, voir Fiche technique et Distribution.
L'Énigme de dix heures est un film muet français réalisé par Abel Gance, sorti en 1915.

## Fiche technique
- Titre français : L'Énigme de dix heures
- Réalisation : Abel Gance
- Scénario : Abel Gance
- Photographie : Léonce-Henri Burel
- Producteur Louis Nalpas
- Société de production : Le Film d'art
- Pays d'origine :  France
- Langue : film muet avec les intertitres  en français
- Format : Noir et blanc — 35 mm — 1,33:1 — Muet
- Métrage :
- Genre :
- Durée :
- Dates de sortie :
  - France : 1915

## Distribution
- Doriani
- Émile Keppens
- Henri Maillard
- Paulette Noizeux
- Aurelio Sidney